# Hansahaus (Leipzig)

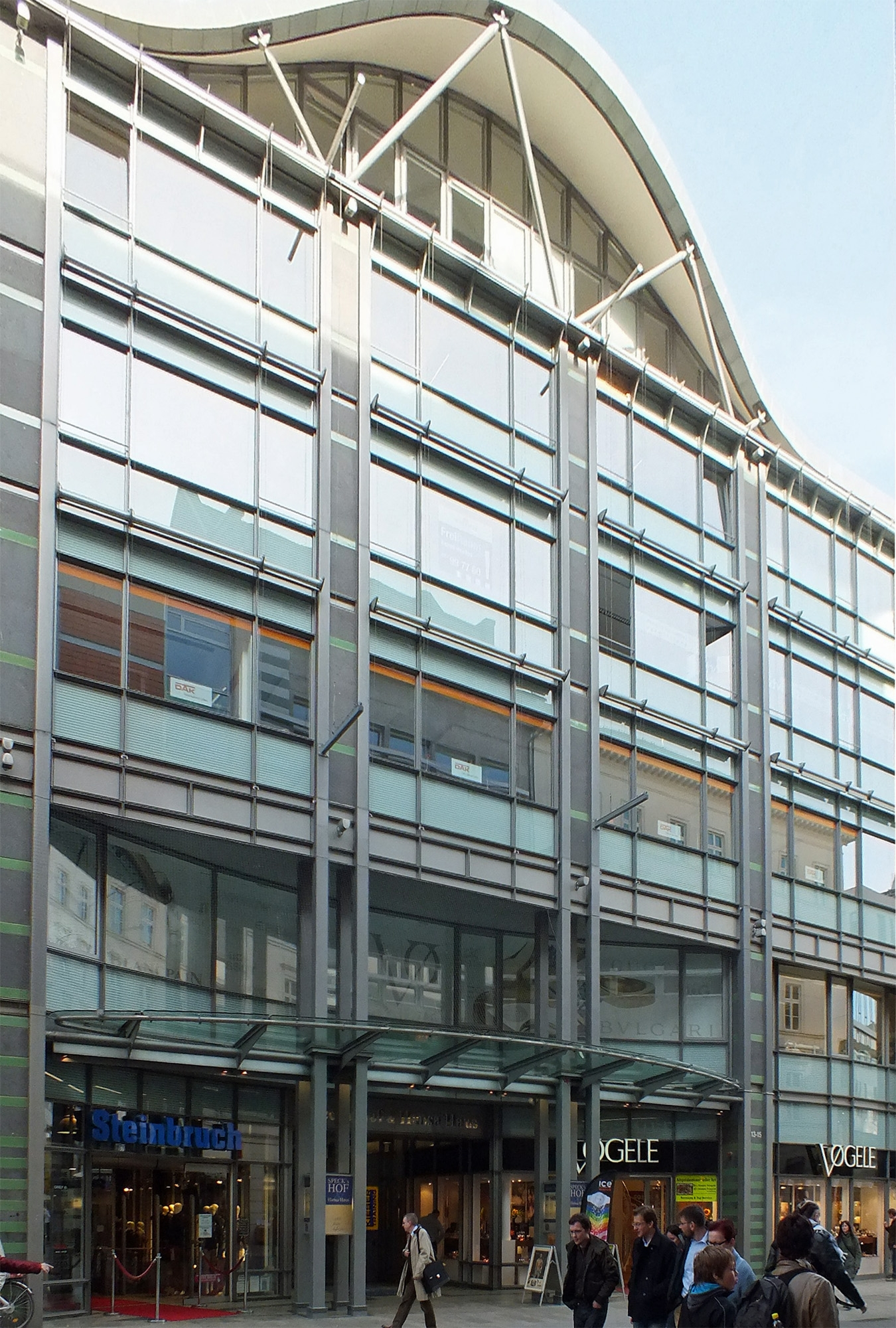
Hansahaus (2011)

Das Hansahaus in Leipzig ist ein in der Innenstadt gelegenes Büro- und Geschäftshaus, dessen Geschichte eng mit der Leipziger Messe verbunden ist. Sein historischer Innenhof steht unter Denkmalschutz. Das Hansahaus stellt in Verbindung mit Specks Hof einen Teil des Leipziger Passagensystems dar. Der heutige Bau hat die Adresse Grimmaische Straße 13–15.

## Baubeschreibung
Das Hansahaus zeigt sich zur Grimmaischen Straße als ein fünfgeschossiges Gebäude mit einer 28 Meter breiten Stahl-Glas-Fassade, die in vier Felder gegliedert ist. Diese werden von einer unsymmetrisch angeordneten, vorspringenden Bogenkonstruktion überspannt. Über den Geschäftseingängen und dem mittleren Portal ist ein schmales Glasdach angebracht.
|  |  |  |  |  |

Das Portal führt in einen 600 m² großen Lichthof mit einer Wandverkleidung aus Meißner Fliesen in weiß mit Grün abgesetzt. Über den im Jugendstil gestalteten Türen befinden sich Merkurköpfe, die auf die ehemalige Handelstätigkeit verweisen. Der gesamte Hof ist mit einer Stahl-Glas-Konstruktion überdacht.
Der hintere Ausgang des Hofs führt in Specks Hof, wodurch das Hansahaus an dessen Passagen angeschlossen ist.
In der Mitte des Lichthofs steht die Nachbildung einer bronzenen Wasser-Klangschale aus der Zeit der chinesischen Ming-Dynastie (um 1500 n. Chr.) Die Neuschöpfung ist „anno 1999“ gegossen, wie am Zylinder unter der Wasserschale abzulesen ist. Die Inschrift an der Schale lautet: „So wie Ihr Augen habt, um das Licht zu sehen und Ohren, um Klänge zu hören, so habt Ihr ein Herz, um die Zeit damit wahrzunehmen“. Die Schale ist durch Reiben mit nassen Händen an den Bügeln und dem Rand zum Klingen zu bringen, wobei das Wasser in Schwingungen gerät. Am Boden um die Schale sind die vier Himmelsrichtungen markiert, und es ist ein Uhrenzifferblatt dargestellt, auf dem mit einem Laserstrahl die Uhrzeit angezeigt wird.

## Geschichte

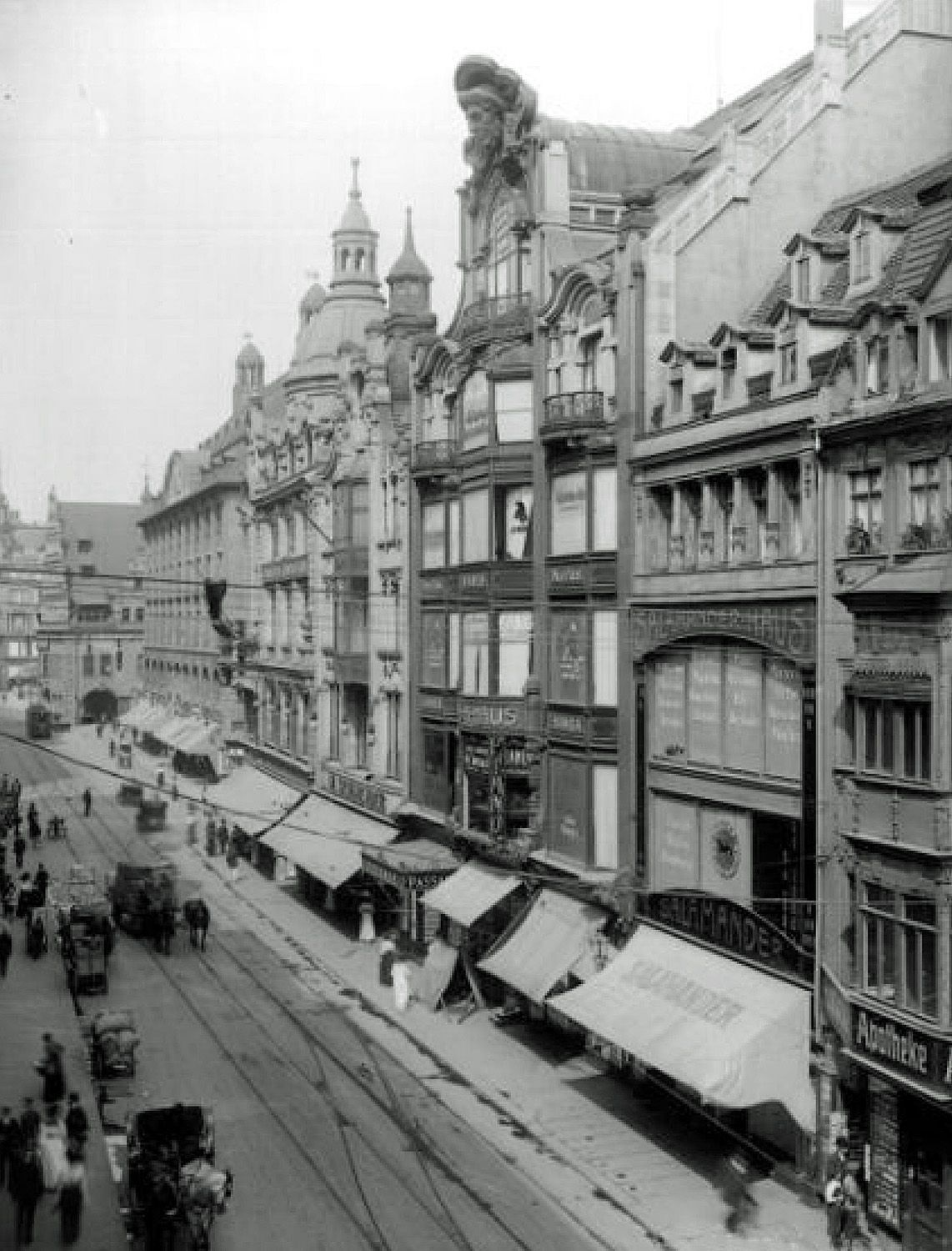
Grimmaische Straße mit Hansahaus (1917)

1904–1906 wurde das ehemals barocke Haus Grimmaische Straße 13, in dem 1746 Gotthold Ephraim Lessing (1729–1781) als Student gewohnt hatte, durch die Leipziger Architekten Polster und Höhne zu einem Messepalast umgebaut – mit einer neobarocken Fassade, die ein großer, für das Haus namensgebender Hanseaten-Kopf zierte. Bauherr war der Kaufmann und Unternehmer Richard Pudor (1875–1950). Es war das erste Gebäude, das ausschließlich Messezwecken diente. Die Größe der gläsernen Überdachung des Lichthofs im hinteren Teil war eine bautechnische Neuheit.
1909 erfolgte der Durchbruch zu Specks Hof. 1928 wurde auf dem Nachbargrundstück Grimmaische Straße 15 das sogenannte Salamanderhaus abgebrochen, ein Neubau errichtet und mit dem Hansahaus funktional verbunden. Hier hatte von 1592 bis 1685 die Löwenapotheke ihren Sitz gehabt. Beim Luftangriff auf Leipzig am 4. Dezember 1943 wurde das Hansahaus schwer beschädigt, das Vorderhaus brannte aus. Es wurde notdürftig wiederhergerichtet, so dass ab 1950 die Buchmesse ihr Domizil hier hatte. Bei der Rekonstruktion 1958/1959 durch Rudolf Rohrer (1900–1968) entstand eine einheitliche Fassade für das ganze Haus. 1963 zog die Buchmesse in das neue Messehaus am Markt, und ab 1970 nutzte das Ministerium für Außenwirtschaft der DDR das Hansahaus für Verhandlungszwecke.
Im Zusammenhang mit dem Umbau von Specks Hof wurde das Hansahaus ganz abgerissen und es entstand nach Plänen des Architektenbüros Rhode, Kellermann und Wawrowsky das heutige Gebäude mit Wiederherstellung des Jugendstil-Innenhofs und seiner historischen Dachverglasung. Am 25. Juni 1997 wurde das Haus offiziell eingeweiht.